# Gevingey
Gevingey és un municipi francès situat al departament del Jura i a la regió de Borgonya - Franc Comtat. L'any 2007 tenia 462 habitants.

## Demografia

### Població
El 2007 la població de fet de Gevingey era de 462 persones. Hi havia 192 famílies de les quals 72 eren unipersonals (28 homes vivint sols i 44 dones vivint soles), 52 parelles sense fills, 56 parelles amb fills i 12 famílies monoparentals amb fills.
La població ha evolucionat segons el següent gràfic:
Habitants censats

### Habitatges
El 2007 hi havia 232 habitatges, 196 eren l'habitatge principal de la família, 12 eren segones residències i 24 estaven desocupats. 201 eren cases i 31 eren apartaments. Dels 196 habitatges principals, 147 estaven ocupats pels seus propietaris, 44 estaven llogats i ocupats pels llogaters i 5 estaven cedits a títol gratuït; 3 tenien una cambra, 14 en tenien dues, 24 en tenien tres, 58 en tenien quatre i 97 en tenien cinc o més. 153 habitatges disposaven pel capbaix d'una plaça de pàrquing. A 70 habitatges hi havia un automòbil i a 92 n'hi havia dos o més.

### Piràmide de població
La piràmide de població per edats i sexe el 2009 era:
| Homes | Edats   | Dones |
| ----- | ------- | ----- |
| 0     | 95 o +  | 0     |
| 0     | 90 a 94 | 4     |
| 4     | 85 a 89 | 16    |
| 4     | 80 a 84 | 8     |
| 4     | 75 a 79 | 12    |
| 8     | 70 a 74 | 28    |
| 4     | 65 a 69 | 8     |
| 8     | 60 a 64 | 8     |
| 4     | 55 a 59 | 12    |
| 16    | 50 a 54 | 4     |
| 16    | 45 a 49 | 8     |
| 8     | 40 a 44 | 8     |
| 12    | 35 a 39 | 16    |
| 16    | 30 a 34 | 32    |
| 20    | 25 a 29 | 16    |
| 4     | 20 a 24 | 8     |
| 12    | 15 a 19 | 12    |
| 28    | 10 a 14 | 16    |
| 32    | 5 a 9   | 16    |
| 4     | 0 a 4   | 12    |

## Economia
El 2007 la població en edat de treballar era de 298 persones, 242 eren actives i 56 eren inactives. De les 242 persones actives 229 estaven ocupades (134 homes i 95 dones) i 13 estaven aturades (6 homes i 7 dones). De les 56 persones inactives 30 estaven jubilades, 13 estaven estudiant i 13 estaven classificades com a «altres inactius».

### Ingressos
El 2009 a Gevingey hi havia 196 unitats fiscals que integraven 443,5 persones, la mediana anual d'ingressos fiscals per persona era de 18.945 €.

### Activitats econòmiques
Dels 23 establiments que hi havia el 2007, 1 era d'una empresa alimentària, 2 d'empreses de fabricació d'altres productes industrials, 5 d'empreses de construcció, 8 d'empreses de comerç i reparació d'automòbils, 1 d'una empresa d'hostatgeria i restauració, 1 d'una empresa d'informació i comunicació, 2 d'entitats de l'administració pública i 3 d'empreses classificades com a «altres activitats de serveis».
Dels 11 establiments de servei als particulars que hi havia el 2009, 3 eren tallers de reparació d'automòbils i de material agrícola, 2 paletes, 3 guixaires pintors, 1 perruqueria, 1 restaurant i 1 tintoreria.
L'únic establiment comercial que hi havia el 2009 era una botiga d'equipament de la llar.
L'any 2000 a Gevingey hi havia 11 explotacions agrícoles que ocupaven un total de 175 hectàrees.

## Equipaments sanitaris i escolars
El 2009 hi havia una escola maternal integrada dins d'un grup escolar amb les comunes properes formant una escola dispersa.

## Poblacions més properes
El següent diagrama mostra les poblacions més properes.